# Liber Usualis

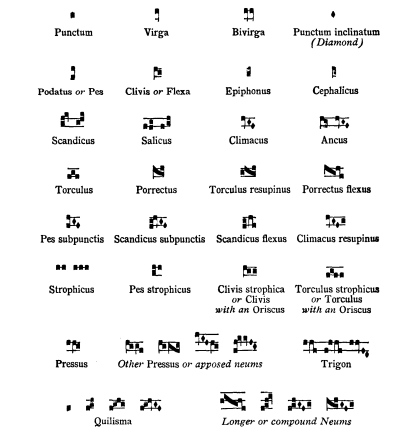
Fragment en què s'enumera el nom de tots els tipus de punts i neumes del llenguatge gregorià emprats al Liber Usualis

El Liber usualis misæ et officii o, simplement, Liber Usualis (que significa Llibre d'ús) és una col·lecció de música litúrgica, tota en cant gregorià, que recull cants per a qualsevol de les eucaristies, celebracions, ritus i oficis que formen part de la totalitat de l'any litúrgic catòlic romà.

## Història i ús
El Liber Usualis fou editat tal com el coneixem l'any 1896 pels monjos de l'Abadia de Solesmes. Fou molt important per al ritu catòlic romà fins a l'any 1962 quan el Concili del Vaticà II decidí que les celebracions i ritus cristians podien ser formulats amb la llengua vernacla de cada territori. A partir d'aquell moment va començar a decaure el seu ús mentre creixia l'adhesió al Graduale Triplex car aquest nou document estava adaptat a la nova litúrgia del Concili Vaticà II mentre que el Liber Usualis formava part encara de la normativa litúrgica del Concili de Trento.
L'assentament de l'orgue com a principal instrument acompanyant durant les litúrgies i eucaristies feu que sorgís la necessitat d'un acompanyament per als cants gregorians. El treball més important mai fet en aquesta direcció fou el presentat pel musicòleg expert en música religiosa Jules Van Nuffel anomenat Nova Organi Harmonia. És un treball que consta de vuit volums i unes tres mil pàgines en què el doctor i el seu equip proposen un acompanyament per a gairebé tots els cants que inclou el Liber Usualis.
El Concili Vaticà II va donar tant als cants gregorians com a l'orgue els llocs de màxima solemnitat musical a les celebracions. Per aquest motiu, la pervivència de l'estil de cant gregorià acompanyat d'aquest instrument gaudeix encara de salut i ha pogut perviure al llarg dels temps malgrat que, en els orígens, fos un cant a cappella, és a dir, sense acompanyament.

## Contingut

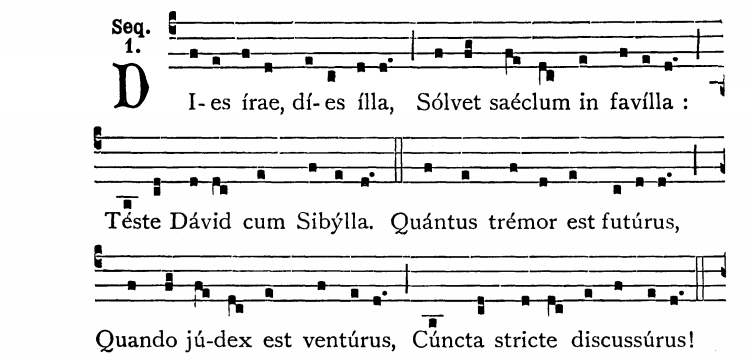
Famós fragment del Dies Irae inclòs a les Misses de la Mort del Liber Usualis

El Liber Usualis és un volum de 1900 pàgines que comença amb una àmplia explicació sobre la lectura musical d'aquest car el sistema de lectoescriptura musical que empra és el llenguatge neumàtic escrit en Tetragrama.
El llibre conté, primer, l'Ordo Missae, el text de la Missa en llatí. El segueixen els cants de l'Ordinari (és a dir, el Kyrie eleison, el Gloria, l'Al·leluia, el Sanctus, el Pater Noster i l'Agnus Dei. Després conté tots els salms, el Magnificat i les litúrgies de les hores. Després conté tots els cants propis segons el temps litúrgic: tots els dies del calendari cristià tenen marcats els seus cants que, àdhuc, varien segons l'hora del dia (vespres, vigílies, etc.)
Finalment conté cants per a ritus específics: batejos, casaments, enterraments o funerals, ordenacions i benediccions. Cal destacar que conté la famosa missa de rèquiem Missa pro defunctis cantada en gregorià de la qual formen part melodies que han transcendit en la història de la música clàssica europea com el Dies irae. Aquesta melodia ha estat emprada en composicions d'erudits com Piotr Ilitx Txaikovski, Franz Liszt o Serguei Rakhmàninov.